# Blaesoxipha amblycoryphae
Blaesoxipha amblycoryphae är en tvåvingeart som först beskrevs av Daniel William Coquillett 1904.  Blaesoxipha amblycoryphae ingår i släktet Blaesoxipha och familjen köttflugor. Inga underarter finns listade i Catalogue of Life.